# Harhoog
Le Harhoog est une tombe mégalithique située à Keitum sur l'île de Sylt au Schleswig-Holstein, en Allemagne. Il s'agit d'un dolmen étendu, construit par les hommes de la culture des vases à entonnoir, probablement vers -3000. Il a été déplacé en 1954 à la suite de l'agrandissement de l'aéroport de Sylt.